# Ilmari Niskanen
Ilmari Niskanen (* 27. Oktober 1997 in Kiuruvesi) ist ein finnischer Fußballspieler. Der Rechtsaußen steht seit August 2023 bei Exeter City unter Vertrag.

## Karriere
Niskanen begann seine Karriere beim finnischen Erstligisten Kuopion Palloseura. Am 28. Juli 2013 wurde er erstmals für den Spieltagskader gegen Inter Turku nominiert. Sein erstes Pflichtspiel in der Veikkausliiga bestritt er am 6. Oktober 2013 beim 2:4 gegen den FC Honka. Im Jahr 2019 konnte er mit dem Klub die finnische Meisterschaft gewinnen. Im Juli 2020 wurde er zum Spieler des Monats der Veikkausliiga gewählt.
Im September 2020 wechselte er zum FC Ingolstadt in die 3. Liga. Sein Debüt gab er am 26. September beim 2:0-Sieg gegen den Halleschen FC.
Ein Jahr später wechselte Niskanen in die Scottish Premiership zu Dundee United. Nachdem er mit Dundee in die zweite Liga abgestiegen war, wechselte er im August 2023 zum englischen Drittligisten Exeter City.

### Nationalmannschaft
Auf internationaler Ebene durchlief Niskanen die U17-, U19-, U20- und U21-Nachwuchsmannschaften des SPL. Am 3. September 2020 bestritt er bei der 0:1-Niederlage gegen Wales sein erstes Spiel für die finnische Nationalmannschaft. Beim Freundschaftsspiel gegen Polen am 7. Oktober 2020 erzielte er bei der 5:1-Niederlage seinen ersten Treffer für die Nationalmannschaft.

## Erfolge
Kuopion Palloseura
- Finnischer Meister 2019